# Léa Roback
Pour les articles homonymes, voir Roback.
Léa Roback, née le 3 novembre 1903 à Montréal où elle meurt le 28 août 2000, est une syndicaliste, une militante communiste et une féministe québécoise d'origine juive. Elle est considérée, avec Madeleine Parent, comme une pionnière du syndicalisme et du féminisme au Québec. Léa Roback a lutté toute sa vie pour la justice sociale. Elle se distingue notamment en 1937 lors de la grève des midinettes – plus de 5000 travailleuses montréalaises du secteur du textile – qu’elle organise et en 1943 par la création d'un syndicat chez RCA Victor dans le quartier Saint-Henri.

## Biographie

### Enfance et formation
Née à Montréal le 3 novembre 1903 dans le logement familial situé sur la rue Guilbault, Léa Roback est la deuxième d'une famille de 9 enfants. Son père, Moses Roback, était un Juif polonais qui avait immigré en 1895. Sa mère Fanny Steinhouse était également d'origine juive polonaise.
Alors que Léa a 6 mois, les Roback déménagent à Beauport. Son père, tailleur, y tiendra un magasin général et sa mère y ouvre un commerce. Léa grandit à Beauport où elle se rappelle: « Nous étions la seule famille juive dans un patelin catholique. [...] Les gens étaient pauvres comme nous. J'ai appris, toute jeune, qu'il ne doit pas y avoir de barrières ethniques ou religieuses entre les travailleurs. » Elle parle le yiddish à la maison, le français avec ses camarades de Beauport et l'anglais à l'école protestante qu'elle fréquente.
Léa revient à Montréal avec sa famille en 1918,. C’est en travaillant comme réceptionniste à la British American Dye Works, lorsqu'elle a 18 ans, qu’elle prend conscience pour la première fois des disparités entre les diverses couches de la société montréalaise : « On nous avait appris qu’il y avait des riches et des pauvres, que c’est la volonté du Bon Dieu et qu’on aurait notre récompense au ciel. Moi j’ai pour mon dire que c’est ici la vie !». Son salaire est alors de 8$ par semaine pour 6 jours de travail ou 54 heures.

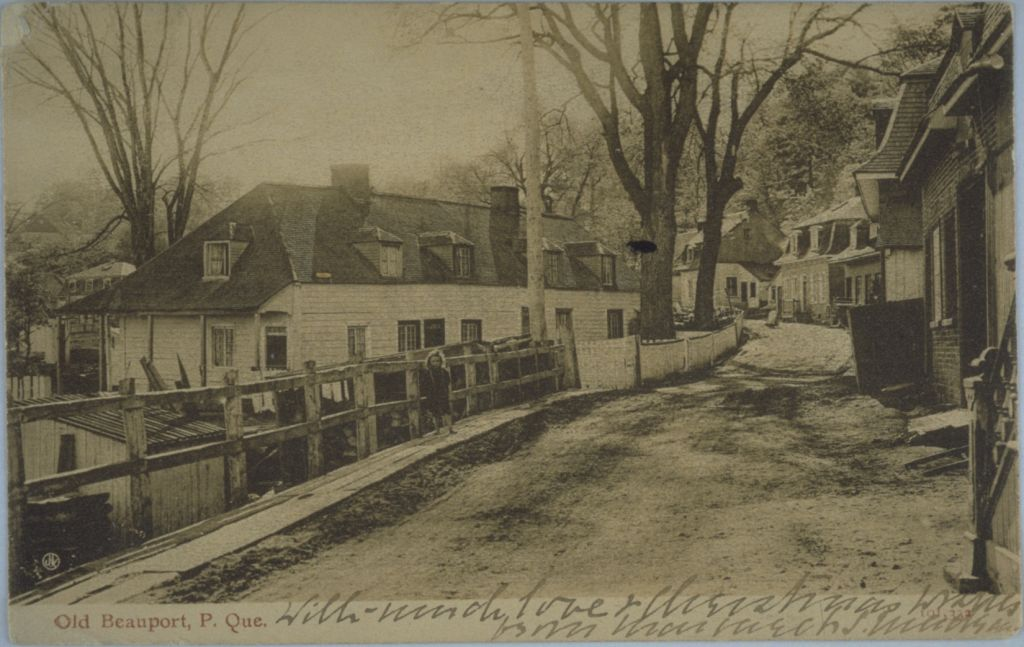
La famille Roback habite Beauport de 1905 à 1918.

Léa Roback y travaille un certain temps avant de se trouver un emploi de caissière au théâtre Her Majesty’s sur la rue Guy. Grande lectrice et férue de littérature française, elle économise la somme nécessaire afin d’aller en Europe. Léa Roback voyage beaucoup au cours de sa jeunesse.
En 1925, elle s'inscrit en littérature à l’Université de Grenoble en France. Dès son retour de Grenoble en 1927, elle rejoint sa sœur à New York. Elle y occupe les emplois de réceptionniste et de vendeuse. Puis, elle rejoint son frère Harry, installé à Berlin où il étudie la médecine à l'université. Léa y suivra pour sa part des cours d'allemand. Elle entre aussi en contact avec une cellule étudiante communiste et adhère au Parti communiste au cours de cette période.
Or, en 1929, Adolf Hitler amorce son ascension sur la scène politique allemande, les groupes nazis prolifèrent, de même que l'antisémitisme. En 1932, la situation s’envenime à Berlin. Léa Roback, qui est étrangère et juive de surcroît, est contrainte de rentrer à Montréal dans les mois suivants : la dirigeante de sa cellule étudiante communiste à l'Université de Berlin lui a recommandé de quitter l'Allemagne. En 1934, elle fait tout de même un séjour de quelques mois en Union soviétique.

### Agir: le Parti communiste et le syndicalisme, 1930-1950

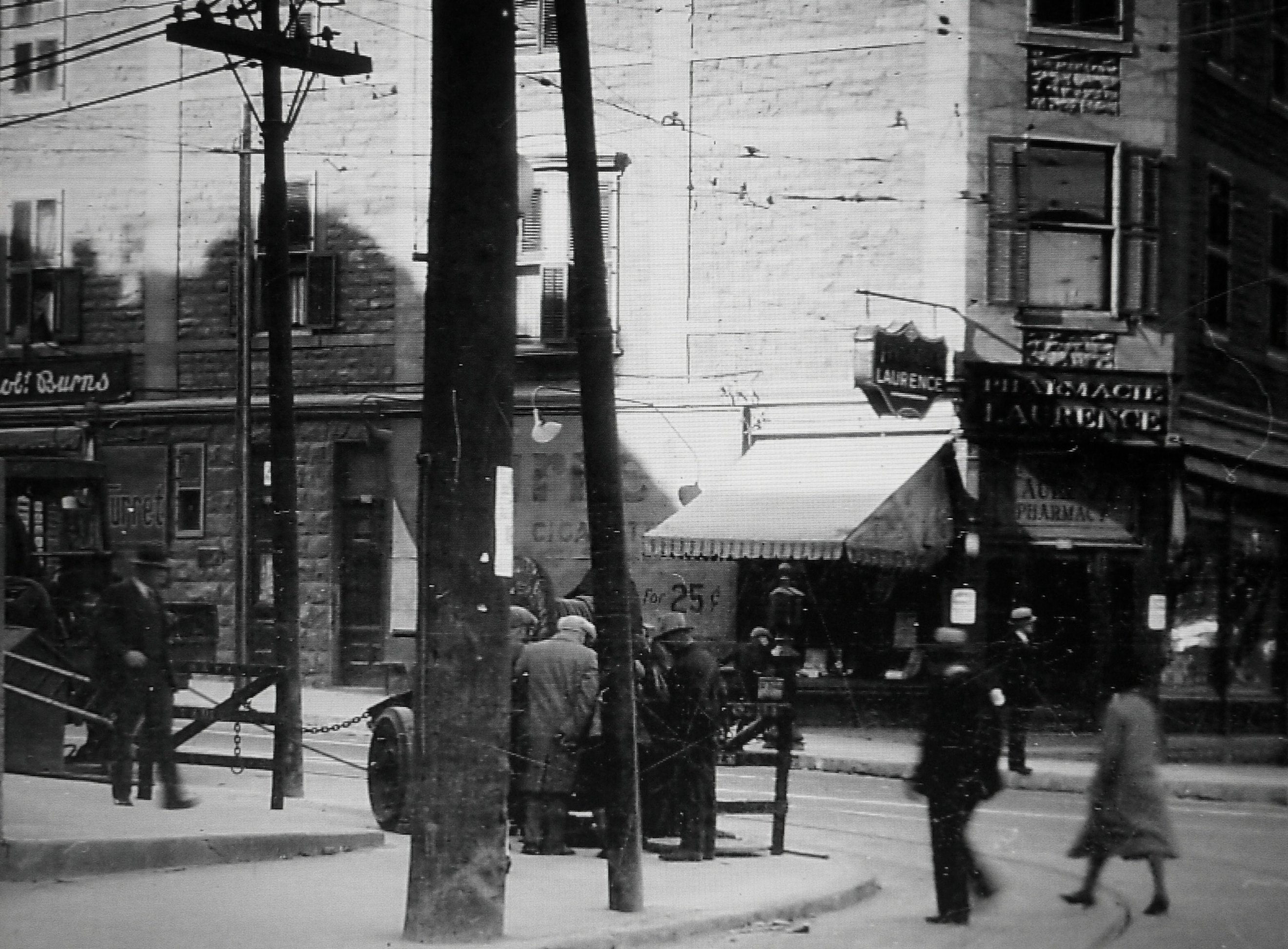
Léa Roback rentre à Montréal en 1933.

Installée pour de bon à Montréal, Léa Roback amorce un parcours consacré à la lutte contre les inégalités sociales. Elle devient rapidement membre du Parti Communiste du Québec. « Pourquoi suis-je entrée dans le mouvement communiste? Parce que c'était le seul, à cette époque-là, qui agissait », affirme-t-elle. Dans son entretien avec Nicole Lacelle, elle déclare que c’est au cours de cette période qu’est née chez elle une véritable conscience politique. À cette époque, elle recrute de manière clandestine pour le Parti communiste du Canada car celui-ci a été déclaré illégal en 1931. Il n'y a encore que quelques centaines de membres dans la province et très peu de femmes. Léa traduit des documents en français, distribue des tracts et donne des formations. Elle est convaincue de la nécessité de diffuser l’information permettant de mettre en lumière les injustices : « Penser que le citoyen moyen est un idiot relève du mythe. Lorsque je distribue des tracts, les uns se disent intéressés, d’autres sont prêts à écouter, et de retour à la maison, ils en parlent à leur entourage. Ça fait boule de neige. De là des résultats concrets ».
Peu après son retour, elle participe aussi à l’organisation de l’action en faveur des sans-travail dirigée par Norman Béthune. Alors que la crise économique frappe la province de Québec, Léa Roback est sensible au sort des locataires, dont plusieurs sont incapables de payer leur logement, et à celui des familles ouvrières. Elle cherche notamment à permettre aux résidents de Saint-Henri d'avoir accès à des logements décents lors de l’administration du maire Camillien Houde.
Léa Roback travaille également au Young Women’s Hebrew Association (YWHA, Association des jeunes femmes juives) où elle met en contact des jeunes femmes désirant avoir recours à l’avortement avec des médecins compétents. En 1933, elle participe par ailleurs à la mise sur pied de la Guilde des travailleuses de la robe,.

#### Gérante de la première librairie marxiste montréalaise
En 1935, le Parti communiste, nouvellement légal, lui demande de gérer la première librairie marxiste de Montréal — le Modern Book Shop de la rue De Bleury. Léa Roback se souvient: « On vendait toutes sortes de livres, des romans, en anglais, en français et dans d'autres langues, mais aussi tous les classiques du marxisme, du socialisme, du communisme, des revues, des journaux. » Sa clientèle est composée de membres du Parti, de communistes, mais aussi d'étudiants et de professeurs.

#### La grève des midinettes[20]
En 1936, elle commence à travailler à l’Union internationale des ouvrières du vêtement pour dames (UIOVD), mieux connu sous le nom d’Union de la robe. Comme elle parle couramment français, anglais et yiddish et que la majorité des travailleuses sont des Canadiennes françaises, elle est choisie par Rose Pesotta, qui en fait son assistante. Madame Pesotta a été dépêchée par la centrale new-yorkaise en septembre 1936 avec Bernard Shane. Léa Roback fonde un comité d'éducation pour la formation syndicale au sein de l'UIOVD dans la foulée. 

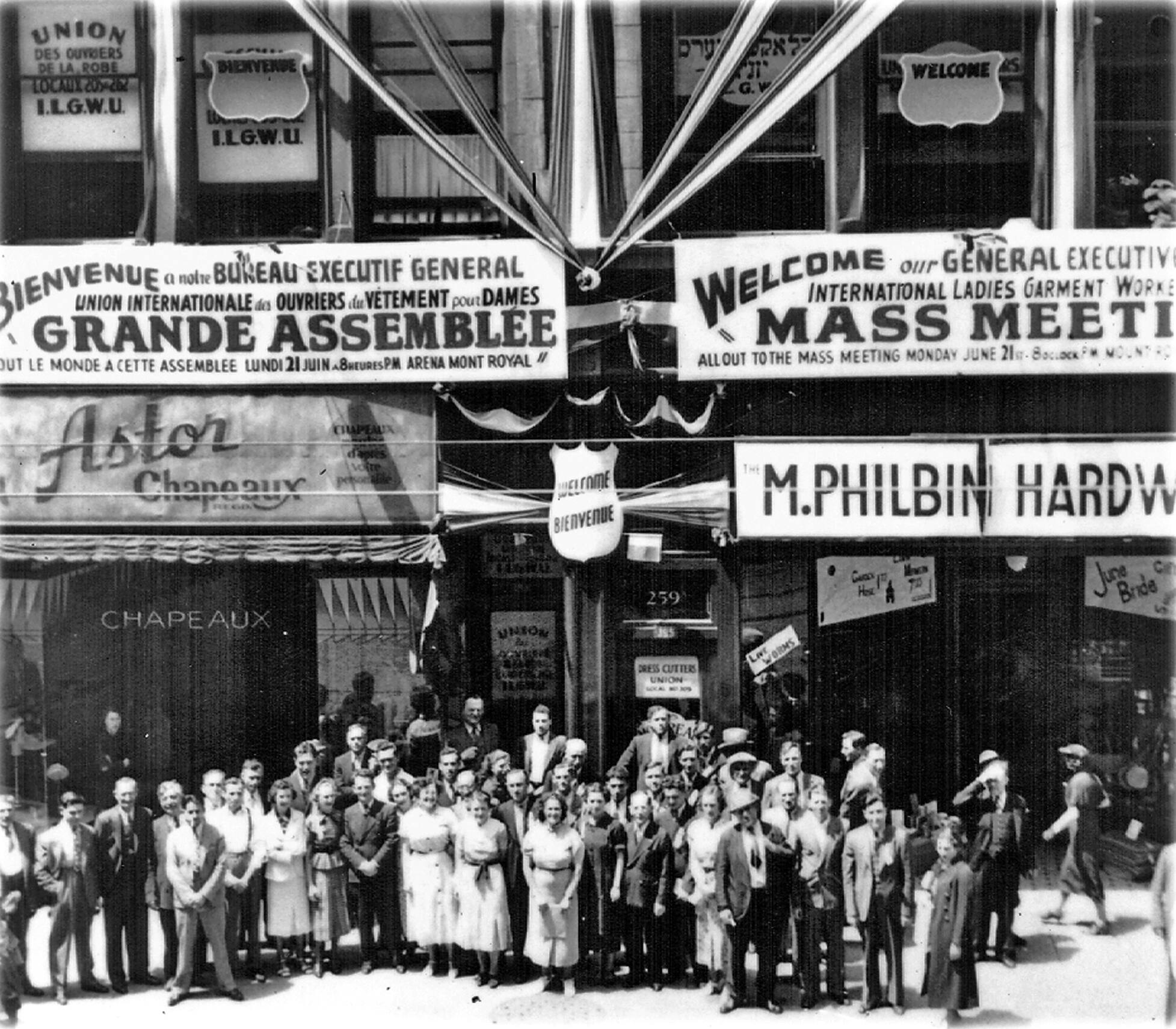
En grève avec Léa Roback et les midinettes, printemps 1937.

Les conditions de travail des femmes dans le domaine du textile sont particulièrement dures à l'époque. Elles travaillent souvent plus de 50 heures à raison de 6 jours par semaine dans des locaux vétustes contre un salaire dérisoire et instable. « Et quand on avait de l'ouvrage, c'était parfois parce qu'on se laissait tâter par le boss », se rappelle Léa Roback.
En 1937, le gouvernement de Maurice Duplessis a adopté la Loi du cadenas (loi protégeant la province de la propagande communiste). Le premier ministre veut littéralement : « faire disparaître le communisme de la province de Québec ». Le but est de fermer les lieux soupçonnés de cacher ou de faire de la propagande communiste. Plusieurs descentes de police ont dès lors lieu dans les locaux du Parti communiste. Léa Roback est elle-même fichée et fréquemment visitée par la police provinciale, où elle voit des livres lui être saisis.
La même année 1937, elle mène une grève de 5 000 travailleuses, un événement appelé la grève des midinettes. Le 15 avril, la grève débute dans des dizaines d'usines montréalaises et des lignes de piquetage sont érigées. La féministe Idola Saint-Jean appuie publiquement les travailleuses.
La grève des midinettes dure trois semaines et prend fin le 10 mai. Elles voient la plupart de leurs revendications être acceptées: une semaine de 44 heures sur cinq jours et demi, un salaire moyen de 16$ et d'autres avantages, en plus d'une procédure de griefs et la reconnaissance du syndicat. À moyen terme toutefois, ces gains syndicaux ne seront pas respectés par la majorité des patrons du secteur.
Une autre grève importante a lieu en août de la même année dans l'industrie textile, celle des usines de la Dominion Textile. En septembre, le gouvernement de l'Union nationale décide d'adopter la Loi des salaires raisonnables qui instaure un salaire minimum pour les femmes (la loi du salaire minimum en 1940).
En 1939, elle quitte l'Union internationale des ouvrières du vêtement pour dames. La Deuxième Guerre mondiale a débuté et le Parti communiste est de nouveau considéré comme suspect. Elle travaille dans des magasins.

#### La cause des femmes
Durant les années 1930, Léa Roback lutte aux côtés de féministes pour l'obtention du droit de vote des femmes québécoises. Elle aide notamment Idola Saint-Jean et l'Alliance canadienne pour le vote des femmes du Québec en 1938. Madame Saint-Jean obtient, grâce à l'intervention de Léa Roback, l'appui des syndicats qui inscrivent le suffrage féminin parmi les demandes qu'ils présentent annuellement au gouvernement. Léa développe aussi une amitié avec Madeleine Parent, qu'elle rencontre en 1939.

#### RCA Victor
Durant la guerre, des dizaines d'industries obtiennent de gros contrats du gouvernement fédéral. C'est le cas de RCA Victor qui produit, dans le quartier Saint-Henri à Montréal, du matériel de guerre et des radios pour l'armée. Environ 4000 personnes y travaillent, dont 40% sont des femmes. Or, les salaires sont très bas. Léa Roback y entre en 1942. Elle se souvient: « On commençait sur la chaîne au salaire minimum de 25 cents l'heure pour les femmes et 35 cents pour les hommes. Le rythme de production était infernal. Tout était chronométré [...]. La chaleur était parfois insupportable. Les contremaîtres criaient des ordres en anglais ». 

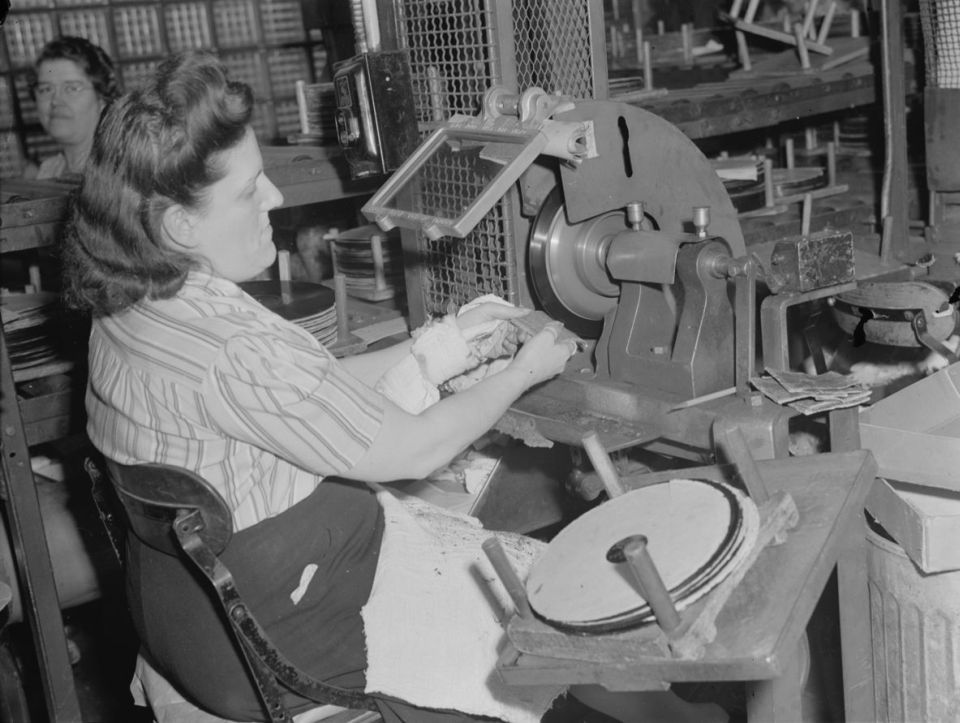
Une employée de RCA Victor à Montréal au travail. Léa Roback y est employée de 1941 à 1951. Elle participe à l'organisation du syndicat.

Après un an de rencontres et de distribution de tracts, Léa Roback, aidée par Rae Ruttenberg, organise le syndicat de RCA Victor sans grève en 1943. La stratégie était plutôt que les employés arrêtaient de travailler et allaient occuper le bureau du directeur du personnel. En moins d'un an, 95 % des employés de RCA Victor sont syndiqués. Le syndicat est affilié à la Fraternité internationale des ouvriers de l'électricité.
Léa Roback fait partie du premier exécutif, qui est présidé par Victor Walker. Elle demeure chez RCA Victor jusqu'en 1951, affirmant être « partie avant d'être congédiée ».

#### Le député Fred Rose
En 1943, Léa Roback participe à la campagne de Fred Rose, candidat du Parti ouvrier-progressiste. Des élections fédérales partielles ont lieu le 9 août et M. Rose devient le premier candidat communiste à être élu à la Chambre des Communes. Après son départ de RCA Victor, Léa Roback demeure au Parti communiste. Ses membres continuent de faire l'objet de répression de la part du gouvernement Duplessis alors que les communistes sont suspectés d'espionner pour les Russes par le gouvernement fédéral tout au long de la guerre froide. En 1958, Léa Roback quitte le Parti communiste après des divergences de vues et avoir pris connaissance de certaines dérives du stalinisme qui dérangent ses valeurs humanistes.

### Militante de causes sociales, 1960 à 1996
Dans les années 1960, elle devient membre du volet francophone du collectif Voice of Women/La Voix des femmes aux côtés de Madeleine Parent, Thérèse Casgrain et Simonne Monet-Chartrand. Cette association milite contre la guerre. Par la suite, l'attention de Léa Roback se porte en particulier sur la guerre du Viêt Nam et sur le régime d’apartheid en Afrique du Sud. Plus tard, à l'époque de la présidence américaine de Ronald Reagan, elle milite contre la prolifération des armes nucléaires.

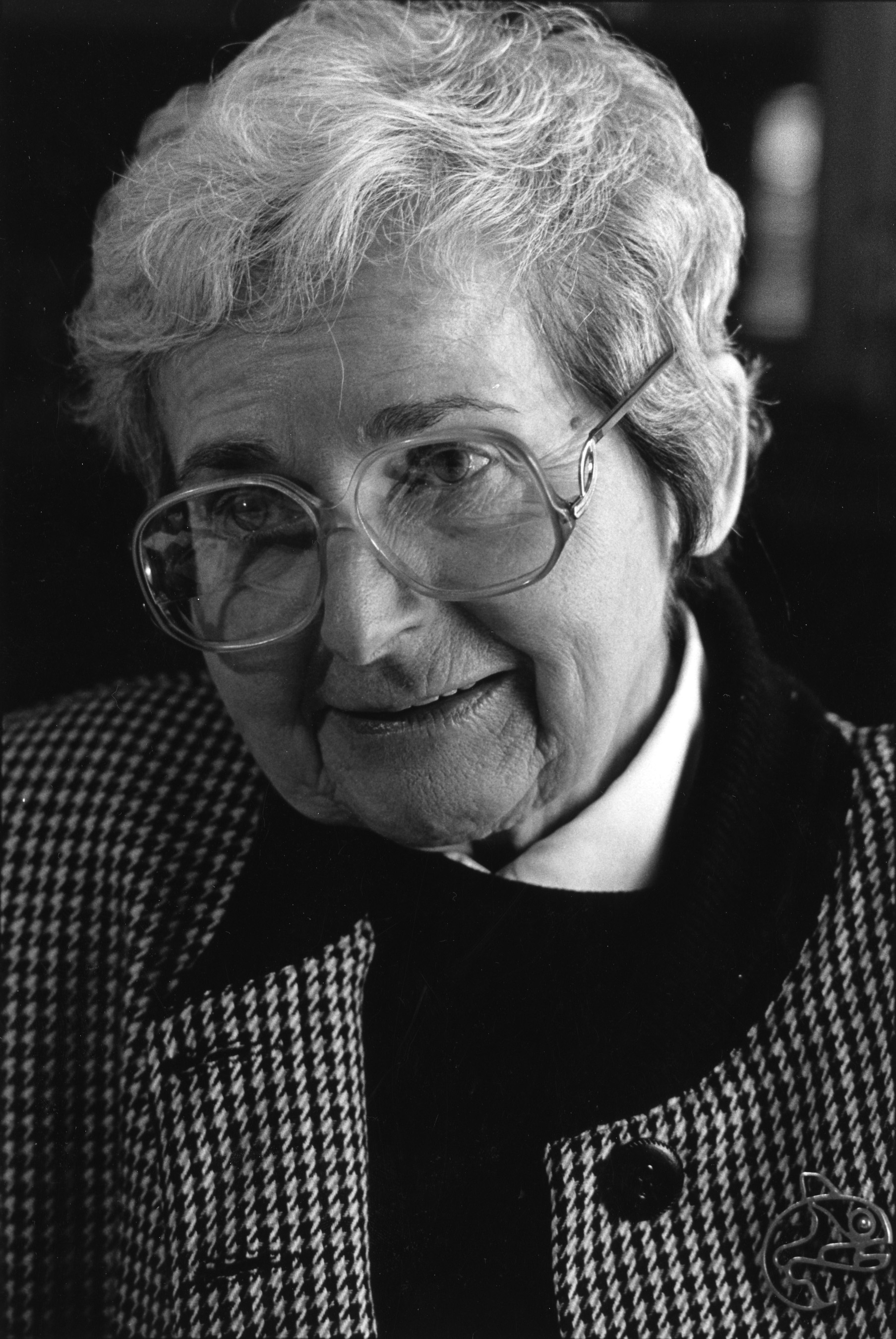
Madeleine Parent fait la connaissance de Léa en 1939. Les deux femmes partageront une amitié forte et durable.

Féministe, Léa Roback s’est battue pour l’obtention du droit de vote, pour le droit à l’avortement, pour l’accès à la contraception et pour l’accès libre à une éducation de qualité. En 1985, elle devient membre de l'Institut canadien de recherche sur les femmes. À 83 ans, elle milite toujours, cette fois pour l’équité salariale. Elle assiste également au départ de la marche Du pain et des roses, initiée par la Fédération des femmes du Québec en 1995.
Contre le racisme et l’intolérance, Léa Roback est à la fois aux côtés des Canadiens français, des Juifs, des noirs Sud-Africains, des Autochtones ou de toutes minorités lorsque leurs droits sont bafoués. Quant à la classe ouvrière, elle y organise la résistance par son travail dans le milieu syndical.

### Décès
Comme le souligne la Fondation Léa-Roback, elle ne cessera de lutter que lorsqu’elle sera « happée en plein combat ». Léa Roback est décédée le 28 août 2000, après avoir chuté accidentellement dans les escaliers de la résidence pour personnes âgées où elle vivait dans le quartier Côte-des-Neiges de Montréal. Si elle a entretenu quelques relations avec des hommes, elle a toujours écarté le mariage et n'aura pas eu d'enfant. Dans un hommage posthume, Nicole Lacelle parlera « d'une femme du siècle, indépendante, intrépide, incorruptible, préfigurant toutes les luttes des femmes dans son action, dans sa personne ».

## Distinctions
- 2000 - Chevalière de l'Ordre national du Québec

## Hommages et legs
- Sa mémoire est perpétuée par le travail de la Fondation Léa-Roback, qui a été créée à l'occasion de son 90e anniversaire en 1993 pour offrir des bourses d'études à des femmes socialement engagées.
- Le Centre de recherche Léa-Roback sur les inégalités sociales de santé de Montréal a également été nommé en son honneur.
- C'est aussi le cas pour la Maison Parent-Roback, dans le quartier Parc-Extension, qui abrite des organismes (le Groupe des 13) dont le mandat est de venir en aide aux femmes[33].
- Les Habitations Léa-Roback à Rosemont-La Petite-Patrie.
- Sophie Bissonnette a réalisé un documentaire sur sa vie en 1991, Des lumières dans la Grande noirceur[24].
- L'exposition Viva Léa! Indignée, battante, humaniste s'est tenue en 2018 à la Bibliothèque juive à Montréal. Un circuit en autobus, Sur les pas de Léa Roback: une traversée militante du 20e siècle, a été réalisé dans le cadre de cette exposition.
- Une murale hommage à Léa Roback a été réalisée sur le plateau Mont-Royal. Il s'agit d'une œuvre de Carlos Oliva située sur la rue Saint-Dominique (près du 3575, boul. Saint-Laurent, le quartier général de l'Union internationale des ouvriers du vêtement pour dames). Elle a été effacée depuis.
- Un timbre a été émis en son honneur par Postes Canada en 2023 en même temps que les féministes Simonne Monet-Chartrand et Madeleine Parent.

### Toponymes
- Une rue a été nommée en son honneur à Montréal, dans le quartier Saint-Henri et jouxte le Canal-de-Lachine.
- Une rue Léa-Roback se trouve dans l’arrondissement Beauport de la ville de Québec, où elle a habité enfant.
- La rue Léa-Roback à Granby.

## Citations
- « L'ouvrier d'aujourd'hui n'est pas l'ouvrier ou l'ouvrière qu'on avait dans les années 1930. Ils savent se protéger, ils ont leur syndicat. » (24 octobre 1993)
- « On ne peut pas vivre pour soi-même, ça, je l'ai appris à la maison[32]. »

#### Ouvrages, chapitres
- Pierre Anctil (dir.) et Simon Jacobs (dir.), Les Juifs de Québec : quatre ans d’histoire, Montréal, Presses universitaires du Québec, 2015, 264 p. (ISBN 978-2-7605-4248-8, présentation en ligne)
- Nicole Lacelle, Entretiens avec Madeleine Parent et Léa Roback, Montréal, Éditions du Remue-Ménage, 2005 (1re éd. 1988), 173 p. (ISBN 2-89091-252-3, présentation en ligne)
- Louis Fournier, « Léa Roback: 30 ans de militantisme communiste », dans Robert Comeau et Bernard Dionne (dir.), Le droit de se taire. Histoire des communistes au Québec, de la Première guerre mondiale à la Révolution tranquille, Montréal, VLB, 1989 (ISBN 978-2-89005-361-8, lire en ligne), p. 386-406.
- Merrily Weisbord, Le rêve d'une génération : les communistes canadiens, les procès d'espionnage et la guerre froide, Montréal, VLB, 1988, 398 p. (ISBN 2890052710)

#### Articles
- (en) Frances Anonsen, « Léa Roback, plus de cinquante ans de militantisme », Canadian Woman Studies / Les cahiers de la femme, vol. 7, no 3,‎ automne 1986, p. 105 (lire en ligne).
- Élaine Audet, « Léa Roback, vivante pour l'éternité », sur sisyphe.org, 29 mai 2007.
- Nicole Lacelle, « Hommage posthume: Léa Roback, 1903-2000 », Recherches féministes, vol. 13, no 1, 2000, p. i-iii.
- Andrée Lévesque, « Figure marquante du syndicalisme québécois : LEA ROBACK (1903-2000) », L'aut' journal,‎ 10 mars 2014 (lire en ligne).
- Lucie Leboeuf, « Léa Roback ou Comment l'organisation syndicale est indissociable de la vie de quartier », Dossiers «Vie ouvrière», vol. 28, no 128,‎ octobre 1978, p. 461-470 (lire en ligne).
- Héléne Pedneault, « Entrevue avec Léa Roback : Propos d’une batailleuse », La vie en rose, no 10,‎ mars 1983, p. 50-52 (lire en ligne).
- Michel Rioux; Maude-Emmanuelle Lambert, « Léa Roback » dans L'Encyclopédie canadienne, Historica Canada, 1985–.   (consulté le 23 septembre 2019).
- Victor Teboul, «Léah Roback. Continuer le combat», Une femme, un vote, ministère des Communautés culturelles et de l'immigration, gouvernement du Québec, 1990, p. 52-53.

#### Documents audio-visuels
- «Léa Roback : indignée, battante, humaniste», Désautels le dimanche, Radio-Canada, 22 avril 2018, 10 min 28 s.
- «Léa Roback et Madeleine Parent. Complément à l'émission Lorraine Pagé [archive]», Les militants, les militantes, Ferisson, 2016, 7 min 25 s.
- «Léa Roback, le goût de l'action», à l'émission de télévision En toute liberté, Radio-Canada, 24 octobre 1993, 16 min 55 s.
- Sophie Bissonnette (réalisatrice), Des lumières dans la grande noirceur, Montréal, Productions Contre-Jour, 1991, 90 min.
- Victor Teboul, entrevue avec Léah Roback à l'émission «Les socialistes juifs» (1re et 2e parties), dans le cadre de la série de 14 émissions intitulée La Communauté juive du Québec, diffusée sur la chaîne culturelle de Radio-Canada en 1982.